# Kasteel A Speculo

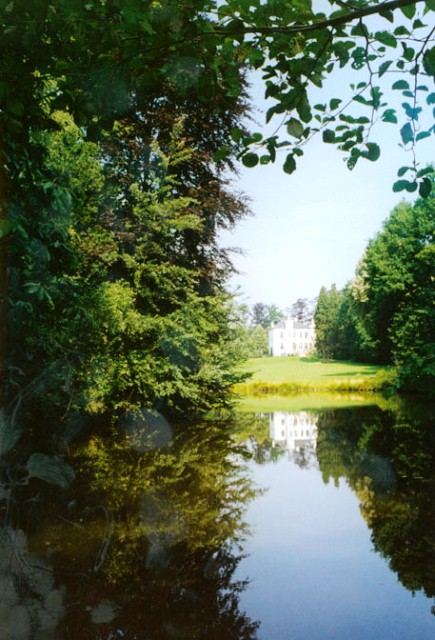
Kasteel A Speculo

Het Kasteel A Speculo is een kasteel in de tot de Vlaams-Brabantse gemeente Kortenaken behorende plaats Ransberg, gelegen aan de Langstraat 1.
Het landgoed werd omstreeks 1865 ontwikkeld door Louis A Speculo, telg van een Tiense notarisfamilie. Er werd een kasteeltje in neogotische stijl gebouwd. Dit gebouw, op vierkante plattegrond, had vier achtkantige hoektorentjes met kantelen. In 1895 werd er nog een travee bijgebouwd en werd een dienstgebouwtje ook uitgebreid tot een neerhof met een monumentaal koetshuis.
Achter het kasteeltje bevindt zich een park met vijver.